# YRF Spy Universe
YRF Spy Universe é um universo compartilhado indiano centrado em uma série de filmes de suspense e ação de espionagem, que apresentam vários agentes RAW fictícios. É produzido e distribuído pela Yash Raj Films .
A franquia recebeu, predominantemente, avaliações positivas dos críticos e tornou-se um sucesso comercial por ter arrecadado $ 1374 ₹  em um orçamento combinado de $ 435 ₹, tornando-se assim a segunda franquia indiana de maior bilheteria .

## Visão geral
O universo compartilhado, iniciado como uma única série de filmes, mais tarde foi consolidado cruzando elementos comuns da trama, configurações, elenco e personagens.
O primeiro filme, Ek Tha Tiger (2012), e sua sequência, Tiger Zinda Hai (2017), centram-se em um agente R&AW fictício interpretado por Salman Khan. War (2019), conta a história de um agente R&AW interpretado por Hrithik Roshan que se rebela. Antes de produzir War, o produtor Aditya Chopra e o diretor Siddharth Anand tiveram a ideia de fundir esses filmes e criar um universo compartilhado cruzando todos os personagens pertencentes ao R&AW. No entanto, War ainda foi produzido como um filme independente sem se conectar diretamente aos dois primeiros filmes do Tiger - defendendo a ideia de criar uma base adequada para os personagens de War antes de um crossover apropriado.
Pathaan (2023), estrelado por Shah Rukh Khan como o personagem titular e um agente RAW, dirigido por Anand, é o primeiro filme a ter personagens aparecendo tanto na franquia Tiger quanto em War. Será identificado como o quarto filme do universo SPY e o primeiro filme YRF a ter um crossover.

## Filmes

### Ek Tha Tiger(2012)
O agente RAW Avinash "Tiger" Singh Rathore é enviado a Dublin para observar um cientista indiano suspeito de compartilhar segredos nucleares com o ISI . Ele conhece e se apaixona por sua assistente, Zoya Humaimi, que, na verdade, é uma agente do ISI.
Ek Tha Tiger é o primeiro segmento do universo compartilhado e foi lançado em 15 de agosto de 2012 em todo o mundo. O filme, que arrecadou $$ 325 crore em todo o mundo, contra um orçamento de $$ 75 crore, tornando-se um dos filmes de Bollywood de maior bilheteria em vendas internacionais .

### Tigre Zinda Hai(2017)
Tiger e Zoya unem forças com RAW e ISI para resgatar um grupo de enfermeiras mantidas como reféns pelo ISC, uma organização terrorista iraquiana liderada por Abu Usman.
Tiger Zinda Hai é o segundo segmento do universo compartilhado e é baseado em incidentes reais que aconteceram em 2014, o sequestro de enfermeiras indianas pelo ISIL . Tiger Zinda Hai foi lançado em 22 de dezembro de 2017 e estabeleceu um novo recorde fora de feriados na Índia ao arrecadar ₹ 34,1 crore em seu primeiro dia. Ele passou a arrecadar ₹ 35,30 crore brutos no segundo dia. O filme registrou o segundo dia mais alto de todos os tempos. Ele arrecadou Rs 154 crore em seus primeiros quatro dias na Índia. O filme arrecadou ₹ 565 crore em todo o mundo tornando-se o oitavo filme indiano de maior bilheteria . No 63º Filmfare Awards, ganhou o prêmio de Melhor Ação .

### War(2019)
Kabir, um habilidoso agente RAW, se rebela depois que uma missão para capturar um terrorista chamado Rizwan Illiyasi dá errado. No entanto, seu chefe envia Khalid, outro agente e aluno de Kabir para rastreá-lo.
War é a terceira parcela do universo compartilhado, que foi encomendado após o sucesso dos filmes anteriores, e foi dirigido por Siddharth Anand, estrelado por Hrithik Roshan, Vaani Kapoor e Tiger Shroff nos papéis principais. Foi lançado em 2 de outubro de 2019, coincidindo com o Gandhi Jayanti . Provando ter o mesmo sucesso da primeira entrada na série, o filme emergiu como um grande sucesso de bilheteria, tornando-se o filme de Bollywood de maior bilheteria de 2019 e um dos filmes indianos de maior bilheteria de todos os tempos .
Pathaan, um agente RAW exilado é designado para derrubar Jim, um ex-agente RAW que se tornou líder desonesto da "Outfit X", uma organização terrorista privada que planeja espalhar pela Índia um vírus mortal gerado em laboratório apelidado de "Raktbeej"
Pathaan é o quarto segmento do universo compartilhado dirigido por Siddharth Anand, e o primeiro filme YRF Spy Universe a apresentar duas cenas pós-créditos inspiradas no Universo Cinematográfico Marvel . O filme é estrelado por Shah Rukh Khan, Deepika Padukone e John Abraham nos papéis principais. Salman Khan aparece em uma participação especial como "Tigre". É o projeto mais caro da Yash Raj Films . Este filme é o primeiro lançamento em Dolby Cinema da YRF e o primeiro filme de Bollywood a ser filmado totalmente com câmeras IMAX .

### Tiger 3(2023)
O quinto segmento do universo compartilhado e uma sequência de Tiger Zinda Hai, que apresenta Salman Khan e Katrina Kaif reprisando seus papéis, e Emraan Hashmi interpretando o antagonista. O filme é dirigido por Maneesh Sharma. Shah Rukh Khan e Hrithik Roshan reprisam seus papéis de Pathaan, de Pathaan e Kabir Dhaliwal, de War, em participações especiais. A autoria do filme é atribuída a Aditya Chopra e Shridhar Raghavan.

### Elenco
Esta tabela lista os personagens principais que aparecem no YRF Spy Universe.
| Avinash Singh Rathore / Tigre             | Salman Khan\|Predefinição:CEmpty              | Salman Khan\|Predefinição:CEmpty                 | Salman Khan                                     | Salman Khan   |
| Zoya Humaini                              | Katrina Kaif\|colspan=2 Predefinição:CEmpty   | Katrina Kaif\|colspan=2 Predefinição:CEmpty      | Katrina Kaif                                    |               |
| Maj. Kabir Dhaliwal                       | colspan=2 Predefinição:CEmpty                 | Hrithik Roshan\|colspan=1 Predefinição:CEmpty    | Hrithik Roshan                                  |               |
| Pathaan                                   | colspan=3 Predefinição:CEmpty                 | Shah Rukh Khan                                   | Shah Rukh Khan                                  |               |
| Capitão Khalid Rahmani/Saurabh            | colspan=2 Predefinição:CEmpty                 | Tiger Shroff \|colspan=2 Predefinição:CEmpty     |                                                 |               |
| Naina Verma                               | colspan=2 Predefinição:CEmpty                 | Vaani Kapoor \|colspan=2 Predefinição:CEmpty     |                                                 |               |
| Rubina "Rubai" Mohsin                     | colspan=3 Predefinição:CEmpty                 | Deepika Padukone \|colspan=1 Predefinição:CEmpty |                                                 |               |
| Jim                                       | colspan=3 Predefinição:CEmpty                 | colspan=1 Predefinição:CEmpty                    |                                                 |               |
| Gopi Arya                                 | colspan=3 Predefinição:CEmpty                 | Ranvir Shorey                                    |                                                 |               |
| Shenoy                                    | Girish Karnad \|colspan=3 Predefinição:CEmpty | Girish Karnad \|colspan=3 Predefinição:CEmpty    |                                                 |               |
| Capitão Abrar                             | Gavie Chahal\|colspan=2 Predefinição:CEmpty   | Gavie Chahal\|colspan=2 Predefinição:CEmpty      | Gavie Chahal                                    |               |
| Namit Khanna                              | Predefinição:CEmpty                           | colspan=2 Predefinição:CEmpty                    | Angad Bedi                                      |               |
| Rakesh Prajapati                          | Predefinição:CEmpty                           | colspan=2 Predefinição:CEmpty                    | Kumud Mishra                                    |               |
| Ministro das Relações Exteriores da Índia | Predefinição:CEmpty                           | colspan=2 Predefinição:CEmpty                    | Sidarta Basu                                    |               |
| Abu Usman                                 | Predefinição:CEmpty                           | colspan=3 Predefinição:CEmpty                    |                                                 |               |
| Poorna / Aditi Nahta                      | Predefinição:CEmpty                           | Anupriya Goenka \|colspan=2 Predefinição:CEmpty  | Anupriya Goenka \|colspan=2 Predefinição:CEmpty |               |
| Col. Sunil Luthra                         | colspan=2 Predefinição:CEmpty                 | Ashutosh Rana                                    | Ashutosh Rana                                   | Ashutosh Rana |
| Empreiteiro Firoze / Rizwan Ilyasi        | colspan=2 Predefinição:CEmpty                 | colspan=2 Predefinição:CEmpty                    |                                                 |               |
| Ruhi Verma                                | colspan=2 Predefinição:CEmpty                 | colspan=2 Predefinição:CEmpty                    |                                                 |               |
| Nandini Grewal                            | colspan=3 Predefinição:CEmpty                 | colspan=1 Predefinição:CEmpty                    |                                                 |               |
| Shweta                                    | colspan=3 Predefinição:CEmpty                 | colspan=1 Predefinição:CEmpty                    |                                                 |               |
| Raza                                      | colspan=3 Predefinição:CEmpty                 | colspan=1 Predefinição:CEmpty                    |                                                 |               |
| rishi                                     | colspan=3 Predefinição:CEmpty                 | colspan=1 Predefinição:CEmpty                    |                                                 |               |
| TBA                                       | colspan=4 Predefinição:CEmpty                 | Emraan Hashmi                                    |                                                 |               |
| TBA                                       | colspan=4 Predefinição:CEmpty                 | Revathi                                          |                                                 |               |
| TBA                                       | colspan=4 Predefinição:CEmpty                 | Vishal Jethwa                                    |                                                 |               |

### Equipe técnica
| Ocupação                 | Filme                                                                            | Filme                                                             | Filme | Filme | Filme                |
| Ocupação                 | Ek Tha Tiger <br> (2012)                                                         | Tigre Zinda Hai <br> (2017)                                       | Guerra <br> (2019) | Pathaan <br> (2023) | Tigre 3 <br> (2023)  |
| ------------------------ | -------------------------------------------------------------------------------- | ----------------------------------------------------------------- | --- | --- | -------------------- |
| Diretor                  | Kabir Khan                                                                       | Ali Abbas Zafar                                                   | Siddharth Anand | Siddharth Anand | Maneesh Sharma       |
| Produtor(es)             | Aditya Chopra                                                                    | Aditya Chopra                                                     | Aditya Chopra | Aditya Chopra | Aditya Chopra        |
| História                 | Aditya Chopra                                                                    | Neelesh Misra <br> Ali Abbas Zafar                                | Aditya Chopra <br> Siddharth Anand | style="background: #ececec; color: grey; vertical-align: middle; text-align: center; " class="table-na"\|—                  |                      |
| Roteiro                  | Kabir Khan <br> Neelesh Misra                                                    | Ali Abbas Zafar                                                   | Shridhar Raghavan <br> Siddharth Anand | style="background: #ececec; color: grey; vertical-align: middle; text-align: center; " class="table-na"\|—                  |                      |
| Diálogos                 | Kabir Khan <br> Neelesh Misra                                                    | Ali Abbas Zafar                                                   | Abbas Tyrewala \|style="background: #ececec; color: grey; vertical-align: middle; text-align: center; " class="table-na"\|—                                                                                             | Abbas Tyrewala \|style="background: #ececec; color: grey; vertical-align: middle; text-align: center; " class="table-na"\|— |                      |
| Compositor(es) de música | Sohail Sen <br> Sajid-Wajid                                                      | Vishal-Shekhar                                                    | Vishal-Shekhar | Vishal-Shekhar | Pritam               |
| letristas                | Neelesh Misra <br> Kausar Munir <br> Anvita Dutt Guptan                          | Irshad Kamil                                                      | Kumaar \| style="background: #ececec; color: grey; vertical-align: middle; text-align: center; " class="table-na"\|— | Kumaar \| style="background: #ececec; color: grey; vertical-align: middle; text-align: center; " class="table-na"\|—        |                      |
| Pontuação de fundo       | Júlio Packiam                                                                    | Júlio Packiam                                                     | Sanchit Balhara <br> Ankit Balhara | Sanchit Balhara <br> Ankit Balhara                                                                                          | Júlio Packiam        |
| Cinematografia           | Aseem Mishra                                                                     | Marcin Laskawiec                                                  | Benjamim Jasper | Satchith Paulose | Anay Goswamy         |
| editor                   | Rameshwar S. Bhagat                                                              | Rameshwar S. Bhagat                                               | Aarif Sheikh \| style="background: #ececec; color: grey; vertical-align: middle; text-align: center; " class="table-na"\|—                                                                                              | Aarif Sheikh \| style="background: #ececec; color: grey; vertical-align: middle; text-align: center; " class="table-na"\|—  |                      |
| Figurinistas             | Alvira Khan Agnihotri <br> Ashley Rebello <br> Arun Chauhan <br> Anoushka Veljee | Alvira Khan Agnihotri <br> Ashley Rebello <br> Leepakshi Ellawadi | Anaita Shroff Adajania <br> Niharika Jolly | style="background: #ececec; color: grey; vertical-align: middle; text-align: center; " class="table-na"\|—                  |                      |
| Designers de produção    | Sukant Panigrahy                                                                 | Rajnish Hedao                                                     | Rajat Poddar | Rajat Poddar | Mayur Sharma         |
| Coreógrafos              | Comerciante Vaibhavi <br> Ahmed Khan                                             | Comerciante Vaibhavi                                              | Bosco-César <br> Tushar Kalia | Bosco-César <br> Comerciante Vaibhavi                                                                                       | Comerciante Vaibhavi |
| Diretores de ação        | Conrad Palmisano                                                                 | Tom Struthers                                                     | Paul Jennings <br> Oh mar jovem <br> Parvez Shaikh <br> Franz Spilhaus | style="background: #ececec; color: grey; vertical-align: middle; text-align: center; " class="table-na"\|—                  |                      |
| Designers de som         | Debashish Mishra <br> Guerreiro Dwarak                                           | Dileep Subramaniam <br> Ganesh Gangadharan                        | Pritam Das <br> Ganesh Gangadharan | style="background: #ececec; color: grey; vertical-align: middle; text-align: center; " class="table-na"\|—                  |                      |
| Produtores de linha      | Yogendra Mogre                                                                   | Sudhanshu Kumar                                                   | style="background: #ececec; color: grey; vertical-align: middle; text-align: center; " class="table-na"\|—\| style="background: #ececec; color: grey; vertical-align: middle; text-align: center; " class="table-na"\|— | |                      |

### Recepção

#### Desempenho de bilheteria
O universo tem se destacado por seu lucro, com Ek Tha Tiger . e sua sequência tendo obtido um lucro combinado de ₹ 1.593,36 crore, de acordo com o IBtimes.
| Filme                    | Data de lançamento     | Orçamento                                      | receita de bilheteria                          | Ref.        |
| ------------------------ | ---------------------- | ---------------------------------------------- | ---------------------------------------------- | ----------- |
| Ek Tha Tiger             | 15 de agosto de 2012   | ₹75 crore (US$ 46,86 milhões)                  | ₹334 crore (US$ 208,67 milhões)                | [ 4 ] [ 3 ] |
| Tigre Zinda Hai          | 22 de dezembro de 2017 | ₹150 crore (US$ 93,71 milhões)                 | ₹565 crore (US$ 352,99 milhões)                | [ 31 ]      |
| <i id="mwApw">Guerra</i> | 2 de outubro de 2019   | ₹150 crore (US$ 93,71 milhões)                 | ₹475 crore (US$ 296,76 milhões)                | [ 32 ]      |
| Pathaan                  | 25 de janeiro de 2023  | ₹250 crore (US$ 156,19 milhões)                | ₹429 crore (US$ 268,02 milhões)                | [ 33 ]      |
| Total                    | Total                  | ₹625 crore (US$ 390,47 milhões) ( four films ) | ₹1 803 crore (US$ 1,13 bilhões) ( four films ) |             |

### Resposta de crítica e público

#### Ek Tha Tiger (2012)
Na Índia, houve elogios aos temas feministas do filme, com Marjolaine Gout observando que o filme é "um banquete estrondoso, visual e cômico onde a donzela em perigo luta", dando a Ek Tha Tiger 3,5 de 5 estrelas. Anupama Chopra, do Hindustan Times, também elogiou os temas feministas, dizendo "é um prazer ver uma heroína de um filme hindi não [ser] uma donzela em perigo ", ao mesmo tempo em que elogiou as sequências de ação do filme, dando a Ek Tha Tiger 3 de 5 estrelas.
Jahanavi Samant do Mid-Day deu ao filme a mesma classificação e criticou seu tom como sendo inconsistente, com " Ek Tha Tiger [sendo] incapaz de decidir se é uma ação de espionagem ou uma saga de amor". Ronnie Scheib, da Variety, fez uma crítica positiva, elogiando as performances dos protagonistas e a estética da produção do filme, observando que "Kaif impressiona em sua estreia como heroína de ação, enquanto o imediatismo de Salman Khan adiciona profundidade ao seu músculo machista habitual. O público local, sem dúvida, sentirá uma emoção especial com a reunião na tela das estrelas Khan e Kaif, [com] as maravilhosas locações de Aseem Mishra".

#### Tigre Zinda Hai (2017)
Tiger Zinda Hai recebeu críticas em sua maioria positivas. Taran Adarsh de Bollywood Hungama deu 4,5 estrelas e disse: "Salman é a tábua de salvação, o verdadeiro tesouro de Tigre Zinda Hai . Ele crava os dentes no personagem e, em diversas sequências, tira a máscara do superestrelato e traz o ator à tona. Katrina está em forma sólida, em sequências de ação especificamente chama a atenção."  Umesh Punwani de Koimoi deu 4 estrelas e disse "Katrina Kaif é brilhante! Ela tem pouquíssimos diálogos, e não, não é por isso que ela é boa. Trabalhando incrivelmente bem com suas expressões, ela se tornou uma atleta para este. Realizando algumas sequências de ação importantes, ela é impecável."
Lasyapriya Sundaram, do The Times of India, deu 3,5 estrelas e disse que "O filme é visualmente deslumbrante em partes e Salman Khan interpreta Tiger com confiança estrondosa e diálogos cheios de força. Claro, seus fãs têm um verdadeiro momento de Salman Khan quando ele descobre seu torso." Rachit Gupta, do Filmfare, deu 3,5 estrelas e disse: "Pode parecer um thriller de ação de Hollywood, mas no fundo, Tiger Zinda Hai é um filme masala descarado. A mistura inebriante de um filme de ação de aparência internacional e os tropos regulares do cinema hindi o tornam uma diversão agradável."

#### War (2019)
Anupama Chopra disse: "War é um entretenimento superficial e você não pode questionar muito, mas se estiver disposto a se deixar envolver, as voltas e reviravoltas exercem um controle sólido."  Um escritor de Bollywood Hungama deu ao filme quatro estrelas de cinco, e disse: " War é um entretenimento de ação que tem estilo, bem como reviravoltas suficientes para manter os espectadores absortos. Nas bilheterias, o fim de semana prolongado, ação deslumbrante, locações internacionais deslumbrantes e execução elegante garantirão passos gigantescos para o filme".  Taran Adarsh deu quatro estrelas de cinco e chamou o filme de "[e] cinema escapista no seu melhor".
Komal Nahta, da Film Information, opinou que "O filme pode ser o início de uma nova franquia para o banner Yash Raj Films". Escrevendo para a India TV, Sonal deu ao filme três estrelas e meia em cinco, escrevendo: "Hrithik Roshan, Tiger Shroff de Abbas Mustan junta, reviravoltas, personagens, situações, lógica, gravidade, física, química e alguns truques típicos de Ekta Kapoor, todos jogados juntos para fazer uma mistura visualmente espetacular". O Times of India avaliou-o com três estrelas em cinco e sentiu que o filme tinha "muito estilo, acrobacias e show, mas faltava um enredo sólido".

#### Pathaan (2023)
Taran Adarsh, do Bollywood Hungama, avaliou o filme com 4,5 de 5 estrelas e chamou o filme de "entretenimento completo, repleto de ação, emoções, patriotismo, humor, emoção e, claro, o poder estelar de Shah Rukh Khan". Sukanya Verma, de Rediff, deu ao filme uma classificação de 4 de 5 estrelas e escreveu: "A intensidade envelhecida de Shah Rukh Khan, o carisma grisalho e a marca registrada da sagacidade emprestam às travessuras despreocupadas de Pathaan um senso de propósito que evita atos irracionais de caos". Devesh Sharma, da Filmfare, avaliou o filme com 4 de 5 estrelas e afirmou que o filme é um "espetáculo visual" e chamou a coreografia de ação "verdadeiramente de outro mundo". Saibal Chatterjee, da NDTV, avaliou o filme com 3,5 de 5 e disse que o filme sacode e ataca com todo o "estilo" e "aprumo" do mundo.
Renuka Vyavahare, do The Times of India, avaliou o filme com 3,5 de 5 estrelas e escreveu " Pathaan tem todos os ingredientes de um masala potboiler - entradas em câmera lenta, batalha icônica do bem contra o mal e, o mais importante, um Shah Rukh Khan sexy e ardente, que pode combater o bom combate dentro e fora da tela". Himesh Mankad de Pinkvilla deu ao filme uma classificação de 3,5 de 5 e denominou-o como "filme de evento de sustentação" que tem a quantidade certa de ação, suspense, emoção e drama.

## Quadrinhos
- Uma história em quadrinhos intitulada Ek Tha Tiger: Mahasagar Ki Suraksha (inglês: Ek Tha Tiger: Saving The High Seas ) foi publicada em 2012 pela Yomics . Após o lançamento, o quadrinho falhou em gerar um boca a boca positivo. Joginder Tuteja de Bollywood Hungama elogiou o design dos quadrinhos, mas disse que a história principal não atendeu às suas expectativas de um enredo mais profundo, narrativa emocionante e um roteiro mais coerente.[53]
- Outra história em quadrinhos chamada Ek Tha Tiger: Caught In The Web foi publicada em 2012 pela Yomics, que também apresenta alguns personagens Hum Tum .[54]

## Jogos
- Um jogo para Android baseado no filme de 2012 foi lançada no mesmo ano.[55][56]
- Outra versão do jogo, para Windows, baseado no filme de 2012 foi lançado no mesmo ano, publicado pela skf.[57]